# Iacetani
Người Iacetani hoặc Jacetani (tiếng Hy Lạp:iakketanoi, tiếng Latin: iacetani) là một tộc người ở bán đảo Iberia trước thời La Mã, họ cư trú ở khu vực phía bắc Aragon (Tây Ban Nha) dọc theo dãy Pyrenees. Thủ phủ của họ là Iaca (ngày nay là Jaca). Theo Strabo, vùng đất của họ trải dài từ dãy Pyrenees cho đến Lleida và Huesca. Người ta cho rằng họ có thể có quan hệ họ hàng với người Aquitani.
Mối quan hệ của họ với người Vascones hiện vẫn chưa chắc chắn, bởi vì họ sinh sống ở vùng đất thuộc khu vực thượng nguồn thung lũng sông Aragon (ngày nay là góc tây bắc của Aragon). Strabo đề cập tới người Iacetani trong phần biên niên sử về Sertorius của ông như là một tộc người độc lập khác biệt với người Vascones, mặc dù một sử gia Hy Lạp khác, Ptolemy lại đồng nhất họ với người Vascones. Theo một vài giả thuyết, có thể họ có nguồn gốc từ người Aquitani và đã vượt qua dãy Pyrenees rồi định cư ở các sườn dốc phía Nam của dãy núi cùng với người Vascones (họ có thể là những tộc người có quan hệ họ hàng với nhau hoặc là các bộ lạc có chung một nguồn gốc nhưng không phải là cùng một dân tộc). Lãnh thổ của họ giáp với người Suessetani ở vùng đồng bằng về phía Nam, tộc người này thường bị các cư dân của Iaca cướp phá.
Năm 195 TCN, người Iacetani bị người La Mã đánh bại. Cato Già đã chiếm được thủ phủ của họ cùng với sự trợ giúp của người Suessetani. Bắt đầu từ thời điểm này, người Iacetani không còn xuất hiện trong các tác phẩm cổ đại nữa, mặc dù họ tiếp tục đúc những đồng tiền xu với dòng chữ "IACA", có niên đại từ thế kỷ thứ nhất trước công nguyên cho đến đầu thế kỷ thứ nhất. Vào năm 19, lãnh thổ của họ đã bị sáp nhập vào đế quốc La Mã sau khi kết thúc cuộc chiến tranh Cantabri, như là chư hầu của người La Mã. 